# Okręg wyborczy City of Durham
Okręg wyborczy City of Durham powstał w 1678 r. i wysyłał do angielskiej, a następnie brytyjskiej, Izby Gmin dwóch deputowanych. Był ostatnim okręgiem wyborczym w Wielkiej Brytanii utworzonym przed reformą wyborczą 1832 r. W 1885 r. liczbę mandatów przypadających na okręg zmniejszono do jednego. Okręg obejmuje miasto Durham.

## Deputowani do brytyjskiej Izby Gmin z okręgu City of Durham

### Deputowani w latach 1678–1885
- 1678–1679: Ralph Cole
- 1678–1679: John Parkhurst
- 1679–1679: William Tempest
- 1679–1681: William Blakiston
- 1679–1689: Richard Lloyd
- 1681–1685: William Tempest
- 1685–1689: Charles Montagu
- 1689–1695: George Morland
- 1689–1690: Henry Liddell
- 1690–1695: William Tempest
- 1695–1702: Charles Montagu
- 1695–1698: Henry Liddell
- 1698–1701: Thomas Conyers
- 1701–1708: Henry Belasyse
- 1702–1727: Thomas Conyers
- 1708–1710: James Nicolson
- 1710–1712: Henry Belasyse
- 1712–1713: Robert Shafto
- 1713–1722: George Baker
- 1722–1734: Charles Talbot
- 1727–1730: Robert Shafto
- 1730–1742: John Shafto
- 1734–1761: Henry Lambton
- 1742–1768: John Tempest
- 1761–1762: Ralph Gowland
- 1762–1787: John Lambton
- 1768–1794: John Tempest, torysi
- 1787–1798: William Henry Lambton, wigowie
- 1794–1800: Henry Vane-Tempest, torysi
- 1798–1813: Ralph John Lambton, wigowie
- 1800–1802: Michael Angelo Taylor, wigowie
- 1802–1804: Richard Wharton, torysi
- 1804–1806: Robert Eden Duncombe Shafto
- 1806–1820: Richard Wharton, torysi
- 1813–1818: George Allan, torysi
- 1818–1831: Michael Angelo Taylor, wigowie
- 1820–1830: Henry Hardinge, torysi
- 1830–1831: Roger Gresley, torysi
- 1831–1835: William Chaytor, wigowie
- 1831–1832: Arthur Trevor, torysi
- 1832–1841: William Charles Harland, wigowie
- 1835–1841: Arthur Trevor, Partia Konserwatywna
- 1841–1852: Thomas Colpitts Granger, wigowie
- 1841–1843: Robert FitzRoy, Partia Konserwatywna
- 1843–1843: Arthur Hill-Trevor, 3. wicehrabia Dungannon, Partia Konserwatywna
- 1843–1847: John Bright, radykałowie
- 1847–1852: Henry John Spearman, wigowie
- 1852–1864: William Atherton, Partia Liberalna
- 1852–1853: lord Adolphus Vane, Partia Konserwatywna
- 1853–1868: John Mowbray, Partia Konserwatywna
- 1864–1874: John Henderson, Partia Liberalna
- 1868–1871: John Robert Davison, Partia Liberalna
- 1871–1874: John Lloyd Wharton, Partia Konserwatywna
- 1874–1874: Thomas Charles Thompson, Partia Liberalna
- 1874–1885: Farrer Herschell, Partia Liberalna
- 1874–1880: Arthur Edward Middleton, Partia Liberalna
- 1880–1885: Thomas Charles Thompson, Partia Liberalna

### Deputowani po 1885
- 1885–1892: Thomas Milvain, Partia Konserwatywna
- 1892–1898: Matthew Fowler, Partia Liberalna
- 1898–1906: Arthur Elliot, Partia Liberalno-Unionistyczna
- 1906–1922: John Waller Hills, Partia Konserwatywna
- 1922–1931: Joshua Ritson, Partia Pracy
- 1931–1935: William McKeag, Partia Liberalna
- 1935–1945: Joshua Ritson, Partia Pracy
- 1945–1970: Charles Grey, Partia Pracy
- 1970–1987: Mark Hughes, Partia Pracy
- 1987–2005: Gerry Steinberg, Partia Pracy
- od 2005: Robert Blackman-Woods, Partia Pracy